# Кайрат (Асинський сільський округ)
Кайра́т (каз. Қайрат) — село у складі Єнбекшиказахського району Алматинської області Казахстану. Входить до складу Асинського сільського округу.
У радянські часи село називалось «Асси».
Населення — 1831 особа (2021; 1717 у 2009, 1656 у 1999, 1534 у 1989).